# Garth Nix

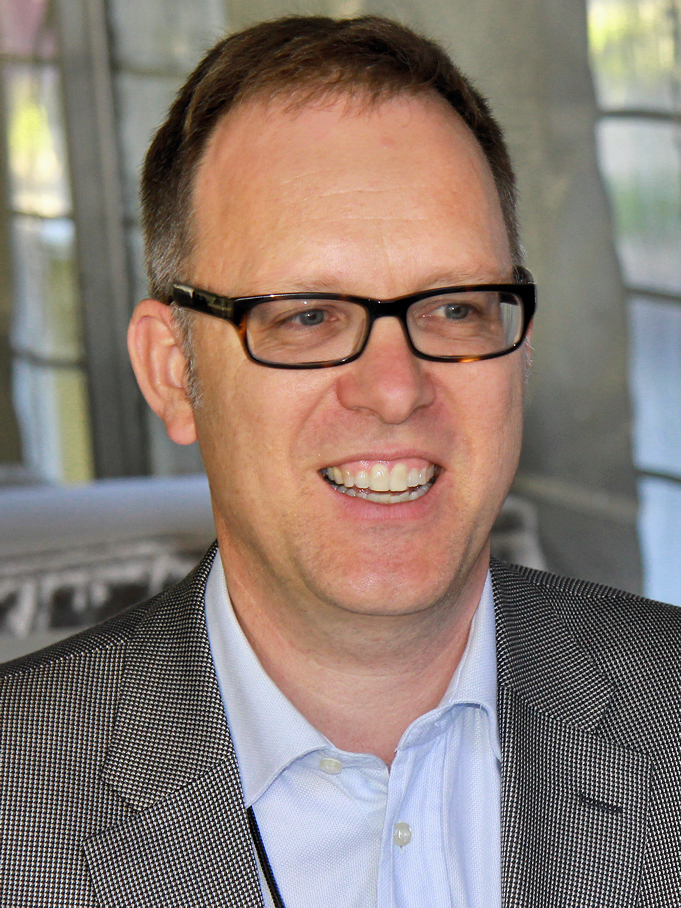
Garth Nix (2012)

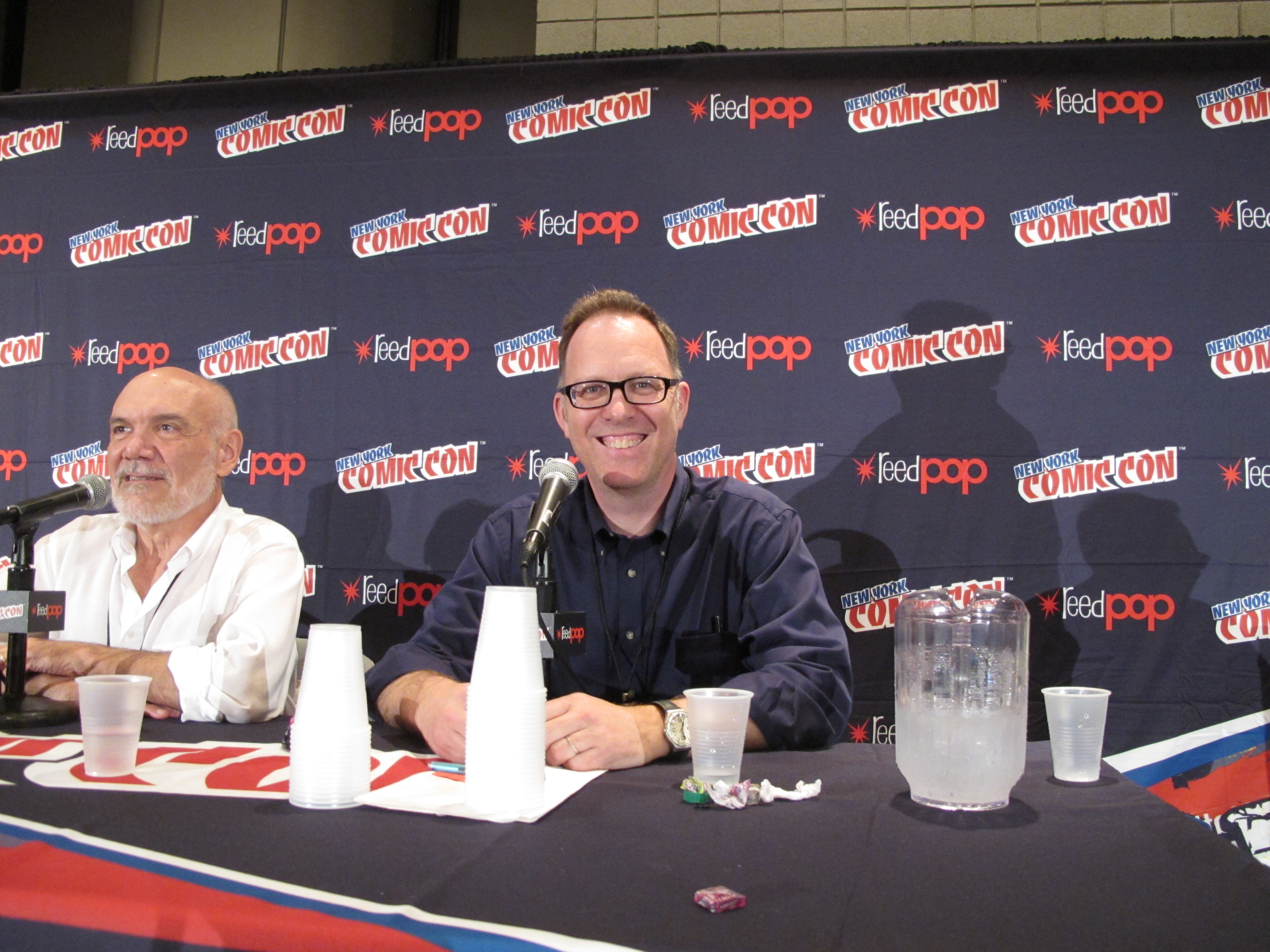
Garth Nix auf der New York Comic Con 2014

Garth Nix (* 19. Juli 1963 in Melbourne) ist ein australischer Autor. Bekannt wurde er vor allem durch seine Fantasyromane der Reihe Das Alte Königreich.

## Leben
Garth Nix wurde in Melbourne geboren. Als er ein Jahr alt war, zogen seine Eltern mit ihm und seinem Bruder nach Canberra, wo er auch aufwuchs. Er studierte an der University of Canberra und machte dort 1986 seinen Abschluss. Danach arbeitete er unter anderem als Buchhändler und Verleger.
Garth Nix’ erste Kurzgeschichte mit dem Titel Sam, Cars and Cuckoo wurde 1984 veröffentlicht. 1990 erschien sein erster Roman The Ragwitch. Seine Bücher wurden weltweit mehr als 4,5 Millionen Mal verkauft und in 36 Sprachen übersetzt. Für den Roman Frogkisser! wurde er 2018 mit dem Mythopoeic Award in der Kategorie Children’s Literature ausgezeichnet.
Garth Nix lebt heute mit seiner Frau Anna und seinen beiden Söhnen in einem Vorort von Sydney.

## Werke

### Das Alte Königreich
- Das siebte Tor. 2000, ISBN 3-404-20507-3, Sabriel. 1995
- Lirael. 2004, ISBN 3-404-20522-7, Lirael. 2001
- Abhorsen. 2005, ISBN 3-404-20533-2, Abhorsen. 2003
- The Creature in the Case. 2005, ISBN 0-00-720138-9 (auf Deutsch als "Nicholas Sayre und das Wesen im Glaszylinder" in der Sammlung Jenseits der Mauer).
- To Hold the Bridge. (in der Sammlung Legends of Australian Fantasy), 2010, ISBN 978-0-7322-8848-8)
- Clariel – The Lost Abhorsen. 2014, ISBN 978-0-06-156155-9.

### Der siebte Turm
- Sturz in die Dunkelheit. 2001, ISBN 3-89748-402-1, The Fall. 2000.
- Mauern des Todes. 2001, ISBN 3-89748-403-X, Castle. 2000.
- Aenir – Reich des Schattens. 2001, ISBN 3-89748-404-8, Aenir. 2001.
- Jenseits der Grenze. 2002, ISBN 3-89748-405-6, Above the Veil. 2001.
- Die Schlacht beginnt. 2002, ISBN 3-89748-554-0, Into Battle. 2001.
- Der violette Sonnenstein. 2002, ISBN 3-89748-555-9, The Violet Keystone. 2001.

### Die Schlüssel zum Königreich
- Schwarzer Montag. 2006, ISBN 3-431-03712-7, Mister Monday. 2003.
- Grimmiger Dienstag. 2007, ISBN 978-3-431-03716-6, Grim Tuesday. 2004.
- Kalter Mittwoch. 2007, ISBN 978-3-431-03723-4, Drowned Wednesday. 2005.
- Rauer Donnerstag. 2008, ISBN 978-3-431-03741-8, Sir Thursday. 2006.
- Listiger Freitag. 2008, ISBN 978-3-431-03768-5, Lady Friday. 2007.
- Mächtiger Samstag. 2009, ISBN 978-3-431-03776-0, Superior Saturday. 2008.
- Goldener Sonntag. 2010, ISBN 978-3-431-03810-1, Lord Sunday. 2010.

### Weitere Werke (Auswahl)
- The Ragwitch. 1990.
- Shade´s Children. 1997.
- Akte X – Die unheimlichen Fälle des FBI Episode: The Calusari. 1997
- Across the Wall. 2005 (dt. Jenseits der Mauer. 2007, ISBN 978-3-404-20579-0)
- A Confusion Of Princes. 2012 (dt. Das Imperium der Prinzen. 2014, ISBN 978-3-404-20745-9)
- Frogkisser! 2017.
- Have Sword, Will Travel. 2017 (mit Sean Williams)
- Angel Mage. 2019 (dt. Ashblood – Die Herrin der Engel, Übersetzer: Tim Straetmann. 2023, ISBN 978-3-7645-3250-5)
- The Left-Handed Booksellers of London. 2022 (dt. Die magischen Buchhändler von London, Übersetzer: Ruggero Leò. 2022, ISBN 978-3-7645-3251-2)
- The Sinister Booksellers of Bath 2023 (dt. Die magischen Buchhändler von London – Die geheime Karte, Übersetzer: Ruggero Leò. 2023)